# Parque de Ben Aknoun
El Parque de Ben Aknoun es un parque situado en el suroeste de Argel, la capital del país africano de Argelia. Está situado entre Ben Aknoun y Hydra. Abrió sus puertas en 1982. 
El parque está dividido en dos partes e incluye un parque zoológico y un parque de diversiones. Su superficie es de 304 hectáreas, situado en el centro urbano abierto, que se divide en varias áreas: 50 hectáreas reservadas para atracciones y áreas de relajación, 40 ha, animales, 200 hectáreas de bosques, sin olvidar las numerosas tiendas y restaurantes que pertenecen a los individuos, así como varias hectáreas de terreno sin desarrollar. Los medios de transporte a disposición para los visitantes que acuden allí cada día, incluyen un tren turístico y cable aéreo.